# Pekel (Trebnje, Slovenija)
Pekel je naselje u slovenskoj Općini Trebnju. Pekel se nalazi u pokrajini Dolenjskoj i statističkoj regiji Jugoistočnoj Sloveniji. 

## Stanovništvo
Prema popisu stanovništva iz 2002. godine naselje je imalo 71 stanovnika.